# Bergen-belseni koncentrációs tábor
A bergen-belseni koncentrációs tábor a Harmadik Birodalom egyik koncentrációs tábora volt a második világháború idején, Németország északnyugati részén, Alsó-Szászországban. A tábor eredetileg hadifogolytábor volt, majd 1943-ban részben koncentrációs táborrá alakították át és később kibővítették, hogy más táborokból érkező foglyokat is el tudjanak ide helyezni. 
1941 és 1945 között körülbelül 70 000 áldozat halt meg a táborban. Közöttük volt körülbelül 2000 szovjet hadifogoly, illetve 35 000-en az 1945-ös tífuszjárványban haltak meg, közvetlenül a tábor felszabadítását megelőzően, vagy az után. 
A tábort a brit hadsereg szabadította fel 1945. április 15-én. A britek 53 000, az éhezéstől súlyosan legyengült és többnyire beteg foglyot találtak a táborban, továbbá körülbelül 13 000 eltemetetlen holttestet. A háború után a tábor világszerte a holokauszt egyik legismertebb elemévé vált, mivel közvetlenül a felszabadítása után a brit és szovjet hadsereg dokumentumfilmen rögzítette az ottani állapotokat és ez volt az egyik első képes híradás, amiből a világ közvéleménye tudomást szerezhetett a népirtásról.
A táborban valószínűleg több mint 10 000 magyar foglyot tartottak fogva fennállása során.

## Története

### Hadifogolytábor
A területen eredetileg 15 000 katona elhelyezésére alkalmas kiképzőtábort hoztak létre. Az építkezésen dolgozó több mint 3000 építőmunkások elhelyezésére kunyhókat építettek. A tábor elkészülte után a kunyhók egy ideig üresen álltak, majd Lengyelország megszállása után hadifogolytáborrá alakították őket.

#### Szovjet hadifoglyok
A hadfifogolytábor Stalag XI C (311) néven lett önálló egység 1941 júniusában. Két hasonló szovjet hadifoglyok befogadására kialakított tábor jött létre a közelben: a Stalag XI D (321) Oerbke és a Stalag X D (310) Wietzendorf településeken.)
Az első szovjet hadifogoly-szállítmány júliusban érkezett meg. Novemberben 21 000 szovjet fogoly érkezett. Elszállásolásukra újabb kunyhókat kellett kialakítani, de mivel az építési munkálatok lassan haladtak, a foglyokat arra kényszerítették, hogy az ősz során saját maguk által épített, földbe vájt, faágakkal fedett odúkban vagy ideiglenes sátrakban aludjanak. Az alkalmatlan lakhatási körülmények miatt járványok (tüdővész, vérhas) alakultak ki. A nyár és az ősz folyamán körülbelül 10 000 foglyot küldtek tovább a tábor körülbelül 150 munka-altáborának valamelyikébe. Ugyanekkor egy SS Einsatzkommando 500 foglyot – zsidókat és kommunistákat – válogatott ki és küldött tovább a sachsenhauseni koncentrációs táborba, ahol megölték őket.
A foglyokat 1941 októberéig önálló sírokba temették, de azután a holttesteket a tábortól 600 méterre kialakított tömegsírokba hantolták el. Novemberben tífuszjárvány tört ki. A munkaképtelenné vált foglyokat a külső munkatáborokból visszaszállították a központi táborba, ahol a katasztrofális körülmények hatására 1942 tavaszára 14 000 ember halt meg. 1942 nyarától már kevés hadifogoly volt a táborban (a kórházban tartózkodókon kívül). 1943 júniusában a tábor déli részét átvette az SS, hogy ott koncentrációs tábort alakítson ki. Ezzel együtt a Stalag XI C (311) hadifogolytábort megszüntették, noha a kórház tovább üzemelt mint a Fallingbostelben található Stalag XI B tábor alegysége: 1945 januárjáig ez maradt a régióban fogva tartott szovjet hadifoglyok központi kórháza. A Wehrmacht ekkor teljesen átadta az SS-nek a területet. Temetőjében összesen körülbelül 19 500 szovjet hadifoglyot temettek el fennállása során.

#### Internált olasz katonák
Miután Benito Mussolini olasz diktátort 1943-ban elmozdították pozíciójából és Olaszország megadta magát a szövetségeseknek, a Harmadik Birodalom megszállta Olaszország északi területeit. Számos olasz katona tagadta meg, hogy továbbra is a tengelyhatalmak oldalán harcoljon. Rájuk a németek mint árulókra tekintettek, akik egy „szövetséges ország” katonájaként megtagadták a harcot. Körülbelül 600 000 lefegyverzett olasz katonát Németországba deportáltak, akikre úgy tekintettek, mint nem-hadifogoly státuszú deportáltakra, akiket nem illet meg a hadifoglyokra vonatkozó nemzetközi garanciák. 1943 őszétől az Oerbke és Wietzendorf településeken működő hadifogolytáborok a Németország egyéb területeire szállított olaszok tranzittáborai közé tartoztak, Wietzendorf pedig a következő év januárjára Oflag 83 néven az egyik legfontosabb ilyen tábor lett. 1944 júliusától az olaszokat is a bergen-belseni kórházban látták el. 142 olasz katona hunyt el itt, akiket a temető egy különálló részében temettek el.

#### Lengyel hadifoglyok
A varsói felkelést követően körülbelül 1000 lengyel foglyot (közel azonos arányban férfiakat és nőket) szállítottak Bergen-Belsenbe. Köztük voltak a felkelés és a Honi Hadsereg egyes vezetői, valamint Varsó kulturális elitjéhez tartozó személyek. A németek a lengyel foglyokra vonatkozóan alkalmazták a genfi konvenció tételeit, így az ő helyzetük kedvezőbb volt mint az olasz deportáltaké. A lengyelek rövid időt töltöttek Bergen-Belsenben: a nőket decemberben, a férfiakat pedig 1945 januárjában továbbszállították egyéb táborokba, majd a férfiakat a front közeledtével további menetelésre kényszerítették. A nők többségét az oberlangeni hadifogolytáborban szabadították fel a brit hadseregben szolgáló lengyel alakulatok 1945 áprilisában, a férfiakat pedig a britek május 2-án Lübeck közelében.

### Koncentrációs tábor
A hadifogolytábort 1943 áprilisában részben koncentrációs táborrá alakították át azzal a céllal, hogy az itt őrzött zsidó foglyokat német hadifoglyokra, vagy anyagi javakra cseréljék ki. 1944 márciusában új részleget hoztak létre, amelyben más táborokból ide szállított beteg, munkaképtelenné vált foglyokat helyeztek el, augusztusban pedig újabb, női foglyok számára fenntartott részleget alakítottak ki. 1944 decemberétől – miután a háborús erőviszonyok alakulása miatt megkezdődött a keletebbre fekvő koncentrációs táborok kiürítése – a bergen-belseni tábor számos transzport célpontjává vált. Az elképesztő méretű túlzsúfoltság és a létfeltételek hiánya tömegek halálához vezetett:  1945 márciusában, egyetlen hónap alatt 18 000-en haltak meg a táborban.

#### A cseretábor
1943 áprilisában az SS átvette a Wehrmachttól a tábor déli részének irányítását, azzal a céllal, hogy az itt kialakított fogolytáborba olyan zsidó foglyokat gyűjthessen össze, akiket külföldön internált németekre, illetve pénzre vagy árucikkekre lehet kicserélni. A táborba kerülő zsidó túszok között például olyan személyek voltak, akik a szövetséges hatalmak állampolgárai voltak, hivatalos brit engedéllyel rendelkeztek, hogy Palesztinába emigráljanak, vagy vezető szerepet töltöttek be valamelyik zsidó szervezetben. 
Az ide kerülő – értékesnek tekintett – rabok helyzete eleinte jobb, volt mint más táborok áldozatainak: elkerülték, hogy egy megsemmisítő táborba deportálják őket, és életfeltételeik is jobbak voltak, mint a többi koncentrációs tábor lakóinak. A táborba egész családokat deportáltak, még akkor is, ha csak a család egyetlen tagját tartották értékes túsznak. A rabok személyes tárgyaikat is magukkal vihették a táborba, ahol civil ruhát viseltek és titokban még kulturális, illetve vallási életet is tudtak élni. Ebből az időszakból számos vers, rajz és 27 napló is fennmaradt.
A táboron belül külön altáborokat alakítottak ki egyes csoportoknak: külön táboruk volt a holland zsidóknak („csillagtábor”), a magyar zsidóknak („magyar tábor”), a lengyel zsidóknak („speciális tábor”) és a semleges országból származó zsidóknak („semleges tábor”).
1943 júliusa és 1944 decembere között 14 600 zsidó túszt – köztük 2750 gyereket – deportáltak a cseretáborba. Végül azonban mindössze 2560 zsidó fogoly került elszállításra és szabadult ki a bergen-belseni „cseretáborból”.

#### Férfi és női tábor
A háború előrehaladtával a koncentrációs tábori foglyokat fokozódó mértékben használták kényszermunkásként a hadiiparban, és ez a folyamat a bergen-belseni „cseretábor” funkciójára is hatással volt. 1944 márciusától más táborok munkaképtelenné vált férfi foglyait kezdték elhelyezni egy elkülönített altáborban, a „férfiak táborában”, hogy egy regenerációs időszak után visszaszállíthassák őket rabszolgamunkára az eredeti táborba. Sokuk azonban Bergen-Belsenben halt meg a járványok, éhezés, kimerültség és az orvosi ellátás hiánya miatt. 
Ezt követte 1944 augusztusában a „női tábor” kialakítása, amelybe novemberig 9000 nőt és lányt deportált az SS. A munkaképes nőket rövid idő után továbbszállították más táborokba, így például Bergen-Belsen három külső munkatáborának valamelyikébe. A nőket eleinte sátrakban szállásolták el, de miután novemberben egy vihar megsemmisítette a sátrakat, kunyhókba osztották be őket. A női tábor első lakói lengyelek voltak, akiket a varsói felkelés során fogtak el és deportáltak esetenként gyerekeikkel együtt. Később magyar és lengyel zsidókat szállítottak ide Auschwitzból. Az Auschwitzból ide szállított rabok közé tartozott Anne Frank és nővére, Margot Frank, akik mindketten Bergen-Belsenben haltak meg 1945 márciusában.

#### A tábor túlzsúfolása
1944 nyarán az SS megkezdte a frontvonal közelébe eső táborok kiürítését, és tízezrével küldte a rabokat a birodalom belsőbb területein fekvő táborokba. 1944 decemberétől Bergen-Belsenbe megközelítőleg 85 000 férfit, nőt és gyermeket küldtek körülbelül 100 szállítmányban és halálmenetben. A túlzsúfolt marhavagonokban az utazás esetenként hetekig tartott, és az egymást sűrűn követő emberszállítmányok a táborban is túlzsúfoltságot okoztak. Annak ellenére, hogy 1945 januárjában a Wehrmacht kiürítette a tábor hadifogolykórházként használt részét, és átadta azt az SS-nek, ami jelentősen kibővítette a női és a férfi tábort is, a rendelkezésre álló kunyhók hamar túlzsúfolttá váltak. A rabok alig kaptak enni, és a tömegben hamar tífusz- és hastífuszjárványok törtek ki, amiket az SS valójában sosem próbált megfékezni.
A „cseretábor” túszainak viszonylagos kivételezett helyzete megszűnt, és a háború utolsó hónapjaiban ők is ugyanolyan a katasztrofális körülmények közé kerültek, mint a többi rab. 1945 áprilisában az SS a cseretábort nagyrészt evakuálta, és 6700 lakóját három szállítmányban útnak indította Bergen-Belsenből. A szállítmányok célja valószínűleg a theresienstadti koncentrációs tábor lett volna, ám a három vonat közül csak egy jutott el odáig. A másik szerelvényt amerikai katonák szabadították fel április 13-án Farsleben mellett, a harmadikat pedig a szovjetek április 23-án Tröbitz közelében.
Ezzel egy időben azonban az SS újabb rabokat irányított Bergen-Belsenbe: április folyamán körülbelül 15 000 új rabot helyeztek el a közeli Wehrmacht-barakkokban.

#### Felszabadítás
Több napnyi tűzszünetről szóló egyeztetés után a brit csapatok harc nélkül vették át a tábor ellenőrzését 1945. április 15-én. Nem sokkal ezt megelőzően az SS megsemmisítette a tábor adminisztratív aktáit, hogy eltüntesse az elkövetett bűncselekmények írásos bizonyítékait. 
A briteket felkészületlenül érték a táborban talált pokoli körülmények és az 53 000 fogvatartott közül sok ezer áldozat számára későn jött a felszabadítás: az orvosi segítség ellenére csak június folyamán 14 000 felszabadított rab halt bele a korábban elszenvedett gyötrelmekbe.
A britek lefegyverezték és őrizetbe vették a táborban maradt SS őröket, akiket a következő napokban tömegsírok ásására és több tízezer temetetlen holttest elhantolására kényszerítettek. A britekkel érkezett fotós és híradós stáb megörökítette a Bergen-Belsenben talált körülményeket, a haldoklók megmentésére tett erőfeszítéseket. Az általuk készített több ezer fotó, filmfelvétel és jegyzet bepillantást engedett a Bergen-Belsenben elkövetett bűncselekmények kiterjedésébe és mélységébe. Ezek a dokumentumok, amelyeket hamarosan világszerte publikáltak, jelentős szerepet játszottak abban, hogy a közvélemény megismerje a nemzetiszocializmus emberiesség elleni bűneit.

## Fordítás
- Ez a szócikk részben vagy egészben  a   Bergen-Belsen concentration camp című angol Wikipédia-szócikk ezen változatának fordításán alapul.  Az eredeti cikk szerkesztőit annak laptörténete sorolja fel. Ez a jelzés csupán a megfogalmazás eredetét és a szerzői jogokat jelzi, nem szolgál a cikkben szereplő információk forrásmegjelöléseként.